# Huuuge.Inc
Huuuge, Inc. ist ein US-amerikanisches Unternehmen mit registriertem Sitz in Dover, Delaware. Es entwickelt und vermarktet Computerspiele. Es veröffentlicht digitale Spiele auf mobilen und Web-Plattformen. Zu den entwickelten Spielen gehören Huuuge Casino (59 % des Umsatzes im Jahr 2022), Billionaire Casino (31 % des Umsatzes im Jahr 2022), Stars Slots, Trolls Pop, Traffic Puzzle, Coffee Break Games und Luna's Quest. Ca. 59 % des Umsatzes (Stand 2023) werden in den Vereinigten Staaten erzielt.
Huuuge, Inc. ist an der Warschauer Börse im polnischen Mittelwerteindex mWIG40 notiert.

## Geschichte
Das Vorgängerunternehmen Gamelion wurde 2002 von Anton Gauffin gegründet. Er kam 2005 nach Polen auf der Suche nach Programmierern für sein Unternehmen. Zunächst entwickelte das Unternehmen nur Spiele für größere Herausgeber – darunter Sony und EA Games. Im Jahr 2007 verkaufte Anton Gauffin das Unternehmen Gamelion und zog ins Silicon Valley, während das Team weiter arbeitete und Spiele entwickelte. 2014 bekam er die Gelegenheit, Gamelion wieder zurückzukaufen und ergriff sie. Das Unternehmen wurde in Huuuge umbenannt. 2015 wurde das Spiel Huuuge Casino auf den Markt gebracht, 2016 das Spiel Billionaire Casino. 2017 wurde die Umsatzschwelle von 100 Mio. USD überschritten, 2018 die von 200 Mio. USD. 2019 wurde ein Büro in Las Vegas eröffnet. 2020 erreichte die Firma die Schwelle von 300 Mio. USD, 2020 wurden vier Akquisitionen getätigt. Im Februar 2021 erfolgte der Börsengang an der Warschauer Börse. Ein Jahr später wurde im Rahmen einer Firmenübernahme das Spiel Traffic Puzzle herausgebracht.